# 히노 슈퍼돌핀
히노 슈퍼돌핀(영어: Hino Super Dolphin, 일본어: 日野・スーパードルフィン 히노 스파 도르핀[*])은 일본 히노 자동차사가 생산했던 대형 트럭이다. 대한민국의 경우 아시아자동차공업이 1984년부터 1995년까지 일본 히노 자동차사와 기술 제휴를 통해서 아시아 AM트럭 모델을 생산한 바가 있다.

## 개요
1981년 5월에 KF형, ZM형 모델의 후속으로 출시되었다. 일본 트럭 최초로 인터쿨러 터보와 컴퓨터식 인젝터 ET 컨트롤를 장착 했으며 엔진은 6기통 EK100형, 8기통 EF550형과 EF750형, 10기통 EV700형이 탑재되었다. 1983년에 배출가스 규제 대응에 따라 마이너 체인지로 방향 지시등이 변경되었고 포지션 램프 지시등이 추가되었다. 1985년에 마이너 체인지로 6기통 엔진은 K13C형과 8기통 HMS엔진은 F17형이 라인업에서 추가되었다. 당시 점보 츠루타가 광고 모델이었다. 1987년에 트랙터 모델이 마이너 체인지로 10기통 엔진이 EV700형에서 V21C형과 V22C형으로 변경되었다. 1990년 배출가스 규제 대응에 따라 마이너 체인지로 계기판이 변경되었고 앞범퍼 디자인이 변경되었다. 엔진은 6기통 엔진의 경우 P09C형과 K13C형과 8기통 엔진인 F17D형으로 변경되었다. 1992년에 풀체인지 모델인 히노 프로피아 모델이 출시되면서 단종되었다.

## 라인업
- FH (4x2)
- FR (6x2R, 에어 서스펜션 사양)
- FP (6x2R, Z 서스펜션 사양)
- FN (6x2F)
- FS (6x4)
- FQ (6x4, 저상형 사양)
- FW (8x4, 저상형 사양)
- FZ (4x4, 제설차 사양)
- FU (6x6, 제설차 사양)
- SH (4x2, 트레일러 사양)
- SS (6x4, 트레일러 사양)
- GN (6x2F, 탱크로리 사양)
- WP (6x2P, 구내 전용 사양, 30톤 하중)

## 엔진
| 구분 | 엔진 형식 | 형태, 방식                      | 베기량(cc) | 출력 범위(PS) | 탑재                  |
| ---- | --------- | ------------------------------- | ---------- | ------------- | --------------------- |
| 22   | EM100     | 직렬 6기통                      | 9,419      | 220           | 1981년부터 1990년까지 |
| 27   | EK100     | 직렬 6기통                      | 13,267     | 270           | 1981년부터 1990년까지 |
| 28   | EP100     | 직렬 6기통 (인터쿨러 터보 사양) | 8,821      | 290・310      | 1982년부터 1990년까지 |
| 33   | K13C      | 직렬 6기통 (인터쿨러 터보 사양) | 12,882     | 335           | 1986년부터 1990년까지 |
| 60   | EF550     | 8기통                           | 16,260     | 300           | 1981년부터 1990년까지 |
| 63   | EF750     | 8기통                           | 16,745     | 330・390      | 1981년부터 1990년까지 |
| 66   | F17C      | 8기통                           | 17,238     | 360           | 1985년부터 1990년까지 |
| 69   | V21C      | 10기통                          | 20,932     | 390           | 1987년부터 1990년까지 |
| 71   | EV700     | 10기통                          | 19,900     | 415           | 1981년부터 1986년까지 |
| 72   | V22C      | 10기통                          | 21,548     | 420           | 1987년부터 1990년까지 |
| 1F   | F17D      | 8기통                           | 16,745     | 310           | 1990년부터 1992년까지 |
| 1P   | P09C      | 직렬 6기통 (인터쿨러 터보 사양) | 8,821      | 295・315      | 1990년부터 1992년까지 |
| 1K   | K13C      | 직렬 6기통 (인터쿨러 터보 사양) | 12,882     | 345・375      | 1990년부터 1992년까지 |
| 2K   | K13D      | 직렬 6기통                      | 13,267     | 270           | 1990년부터 1992년까지 |
| 2F   | F17E      | 8기통                           | 17,238     | 340           | 1990년부터 1992년까지 |
| 3F   | F20C      | 8기통                           | 19,688     | 370           | 1990년부터 1992년까지 |

## 사진

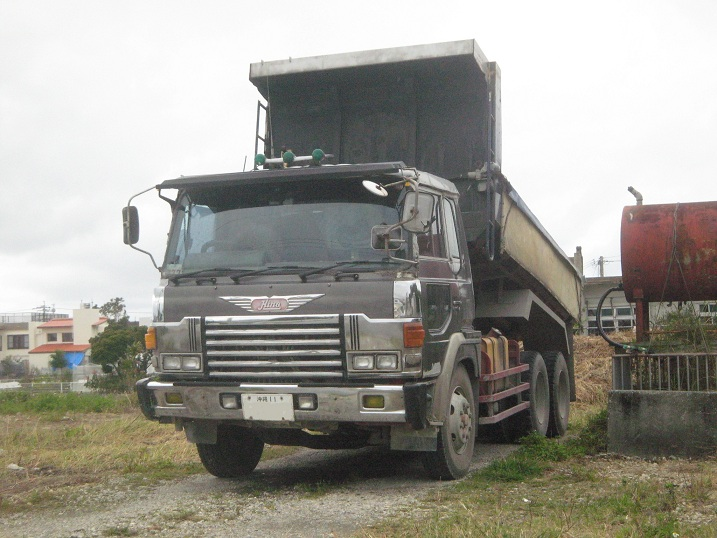
히노 슈퍼돌핀 FS 개량형
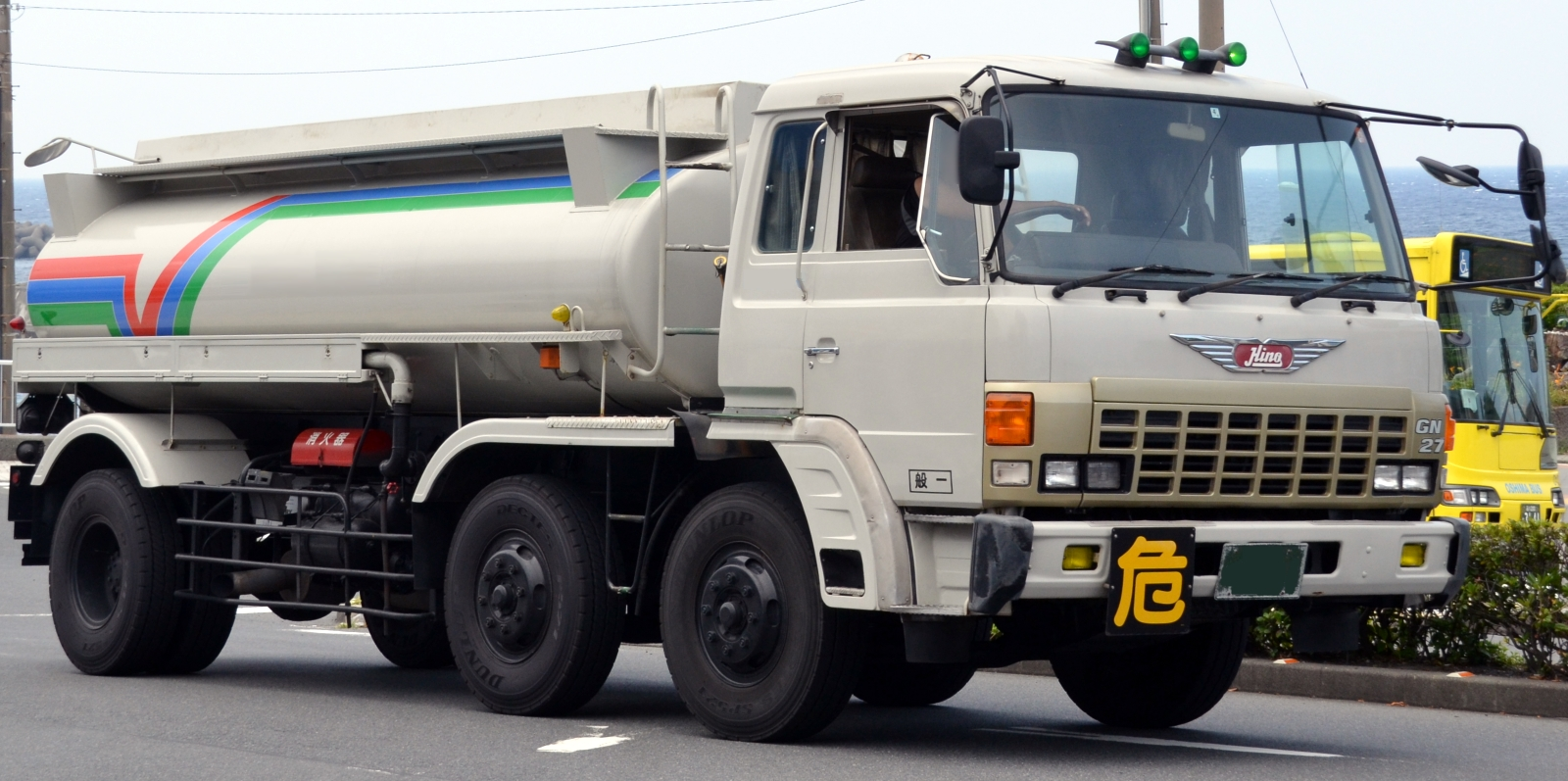
히노 슈퍼돌핀 GN 개량형
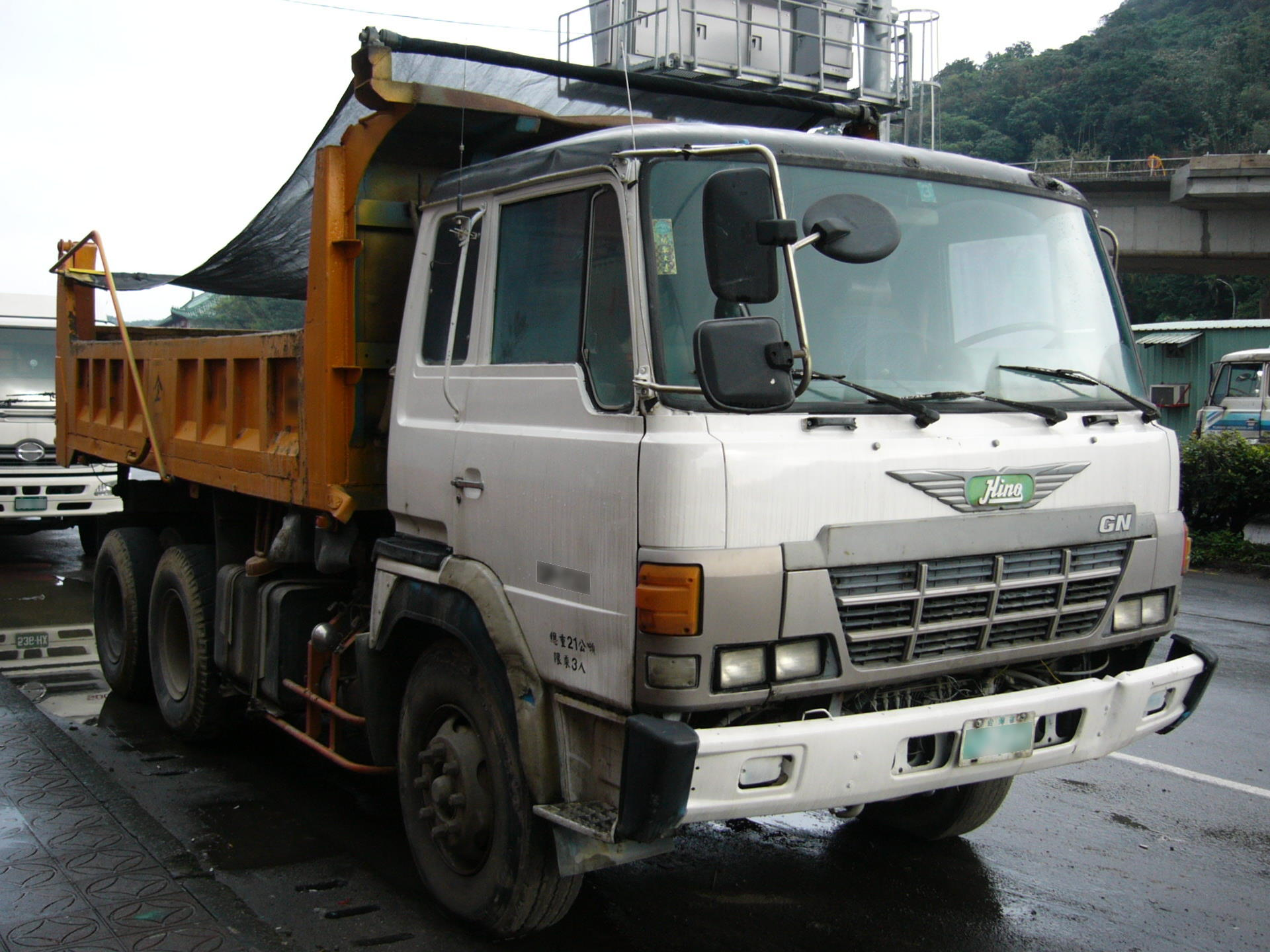
히노 슈퍼돌핀 GN 수출형
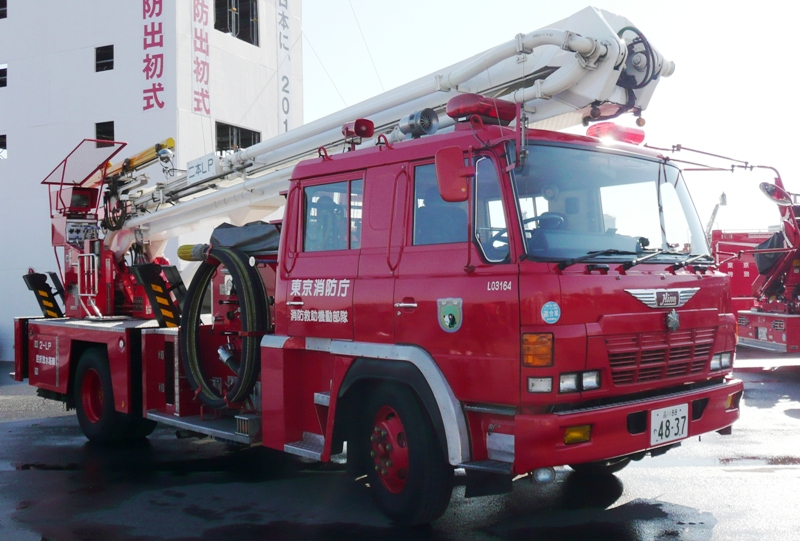
히노 슈퍼돌핀 FH 후기형
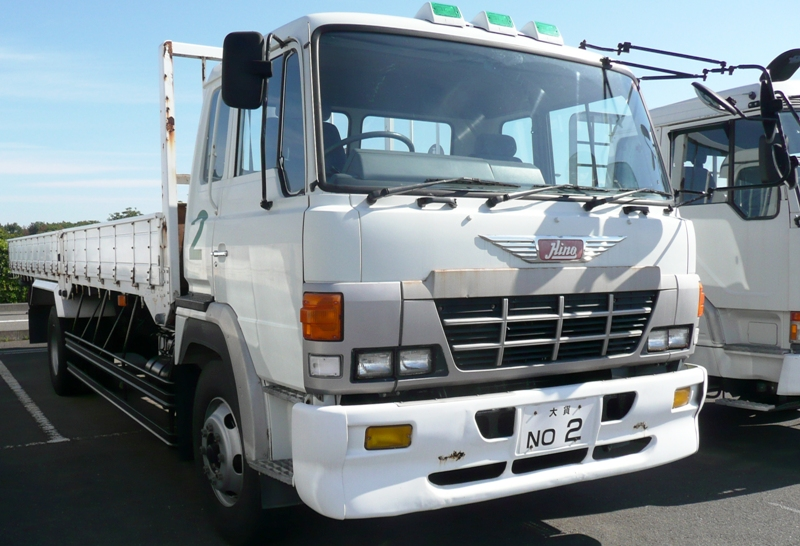
히노 슈퍼돌핀 FH 후기형